# Castel Viscardo
Castel Viscardo is een gemeente in de Italiaanse provincie Terni (regio Umbrië) en telt 3070 inwoners (31-12-2004). De oppervlakte bedraagt 26,2 km², de bevolkingsdichtheid is 117 inwoners per km².

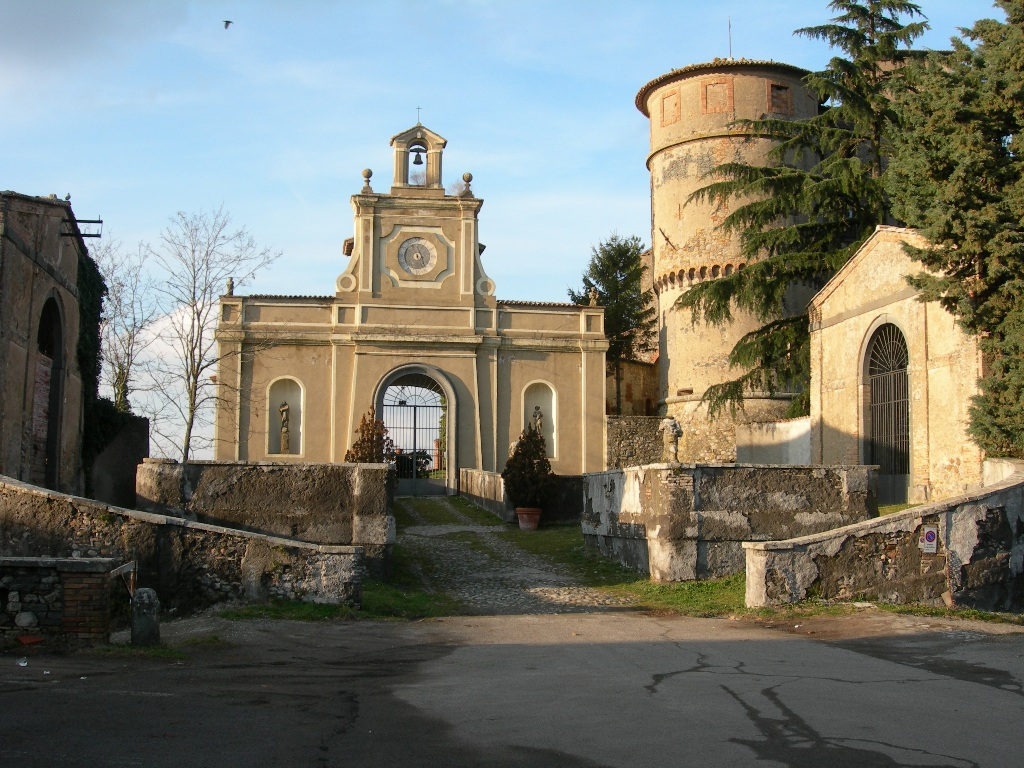
Kasteel van Castel Viscardo
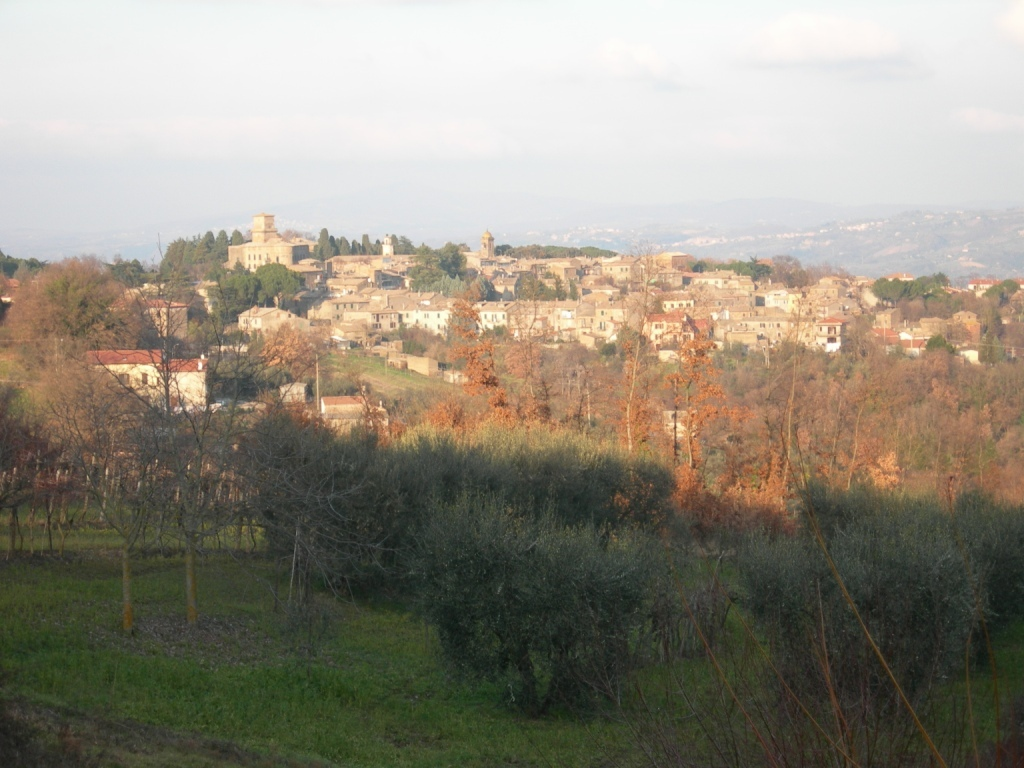
Castel Viscardo
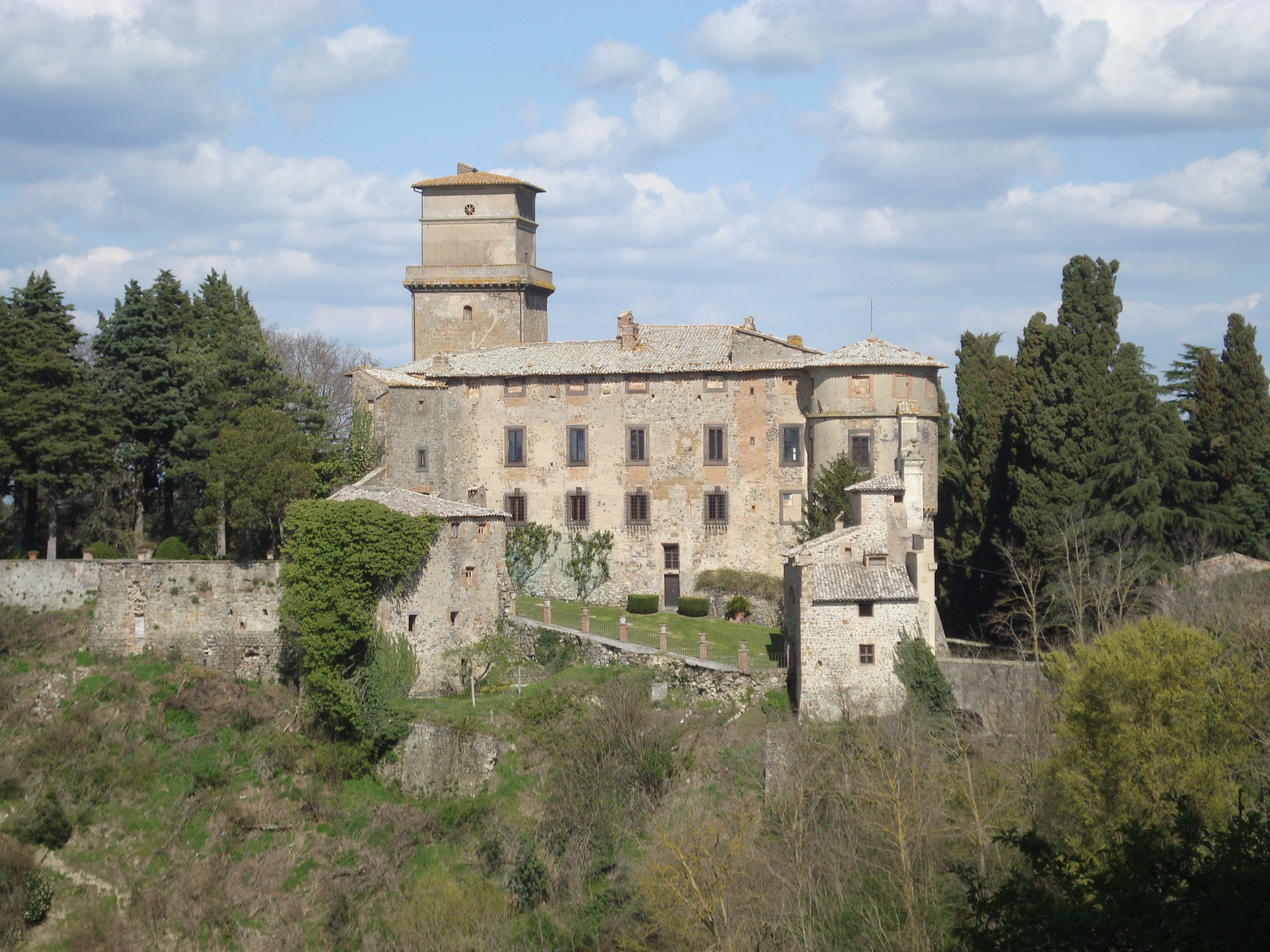
Castel di Madonna in Castel Viscardo

## Demografie
Castel Viscardo telt ongeveer 1223 huishoudens. Het aantal inwoners steeg in de periode 1991-2001 met 7,7% volgens cijfers uit de tienjaarlijkse volkstellingen van ISTAT.
| Jaar | Inwoneraantal |
| ---- | ------------- |
| 1991 | 2830          |
| 2001 | 3047          |

## Geografie
De gemeente ligt op ongeveer 507 m boven zeeniveau.
Castel Viscardo grenst aan de volgende gemeenten: Acquapendente (VT), Allerona, Castel Giorgio, Orvieto.